# Sylvain Green
 (octobre 2019).
Si vous disposez d'ouvrages ou d'articles de référence ou si vous connaissez des sites web de qualité traitant du thème abordé ici, merci de compléter l'article en donnant les références utiles à sa vérifiabilité et en les liant à la section « Notes et références ».
Pour les articles homonymes, voir Chamarande (homonymie) et Green.
Sylvain Green est un acteur français né le 20 février 1954 dans le 12e arrondissement de Paris et mort le 10 novembre 2021 à Saint-Ouen (Seine-Saint-Denis).

## Biographie

### Carrière
De son vrai nom Sylvain Chamarande, il  a surtout joué dans les films de « bidasses » et de « dragueurs de bac à sable » de Max Pécas et de Michel Vocoret. Il a interprété à plusieurs reprises le personnage récurrent qui avait le surnom de Cri-Cri dans plusieurs films. Avec la disparition des films « franchouillards » à petits budgets à la fin des années 1980, ses activités au cinéma s'arrêtent et il s'investit dans le monde des cabarets et des foires, tout en continuant à faire de la figuration sous son nom réel.
Il meurt le 10 novembre 2021 à Saint-Ouen-sur-Seine, à l'âge de 67 ans,.

### Vie privée
Sylvain Green est le fils de la comédienne Amarande (1933-2022) et le frère de Brigitte Chamarande (1955-2022), également actrice.

## Filmographie

### Cinéma
- 1973 : L'Oiseau rare de Jean-Claude Brialy : le jeune amant de la comtesse
- 1977 : Marche pas sur mes lacets de Max Pécas : Cri-Cri
- 1978 : Les Bidasses au pensionnat de Michel Vocoret : un bidasse
- 1978 : Les lycéennes redoublent (La liceale nella classe dei ripetenti) de Mariano Laurenti
- 1978 : Embraye bidasse, ça fume de Max Pécas : Christian Amouroux dit Cricri
- 1979 : Le Justicier au gardénia (Gardenia, il giustiziere della mala) de Domenico Paolella
- 1979 : On est venu là pour s'éclater de Max Pécas : Cri-Cri
- 1980 : Mieux vaut être riche et bien portant que fauché et mal foutu de Max Pécas : Cri-Cri
- 1982 : Qu'est-ce qui fait craquer les filles… de Michel Vocoret
- 1982 : Cinématon #265 de Gérard Courant : lui-même
- 1983 : Les Folles Années du twist de Mahmoud Zemmouri
- 1985 : L'Été prochain de Nadine Trintignant : un comédien théâtre
- 1987 : On se calme et on boit frais à Saint-Tropez de Max Pécas : Norbert

### Télévision

#### Téléfilms
- 1981 : Douchka de Jean-Paul Sassy
- 1981 : L'Ange noir de Roland-Bernard : Pat
- 1997 : Nini de Myriam Touzé : le brancardier
- 2005 : L'Évangile selon Aîmé d'André Chandelle : l'inspecteur

Au théâtre ce soir
- 1974 : Au théâtre ce soir : La Grande Roue de Guillaume Hanoteau, mise en scène Jacques Mauclair, réalisation Georges Folgoas, théâtre Marigny
- 1974 : Au théâtre ce soir : Pluie d'après Somerset Maugham, mise en scène René Clermont, réalisation Georges Folgoas, théâtre Édouard-VII : Griggs

#### Séries télévisées
- 1971-1972 : Aubrac-City, épisodes  Les Otages et Le Mariage  : Smith
- 1977 : La Famille Cigale : l'assistant-réalisateur
- 1978 : Les Amours sous la Révolution, épisode Quatre en prison
- 1982 : Marion, épisode 35mm couleur pour Désiré Lafarge : un géomètre
- 1985 : Les Amours des années 50, épisode Les Scorpionnes
- 1986 : Julien Fontanes, magistrat, épisode Les Nerfs en pelote : Coupatre